# Karl Saur (Bauingenieur)
Karl Saur (* um 1901 in Essen; † 27. Juni 1978 in Bielefeld) war ein deutscher Bauingenieur und Politiker.

## Leben
Saur studierte bis 1927 Maschinenbau an der Technischen Hochschule Hannover. Kurz war er als Betriebsingenieur tätig, bevor er an Abendschulen in Hannover unterrichtete. 1933 musste er diese Tätigkeit „aus politischen Gründen“ beenden. Später ging er – als Versuchsingenieur bei verschiedenen Firmen – nach Berlin. 1941 machte er sich dort selbstständig, bis sein Büro ausgebombt wurde. In der Folge zog Saur nach Bad Wilsnack, wo er 1945 zum Bürgermeister gewählt wurde und 1946 eine Oberschule gründete und leitete. 1950 verließ er die DDR und baute ein Ingenieurbüro in Bielefeld auf.
1956 begann er als Dozent an der Staatlichen Ingenieurschule Hannover, wo er ein Jahr später zum Baurat und 1964 zum Oberbaurat ernannt wurde. Er war dort bis 1967 tätig.
Saur heiratete 1959. Einer seiner beiden Söhne, Karl-Friedrich Saur, war Rektor der Fachhochschule Lippe in Lemgo.